# Seigneur des Miracles

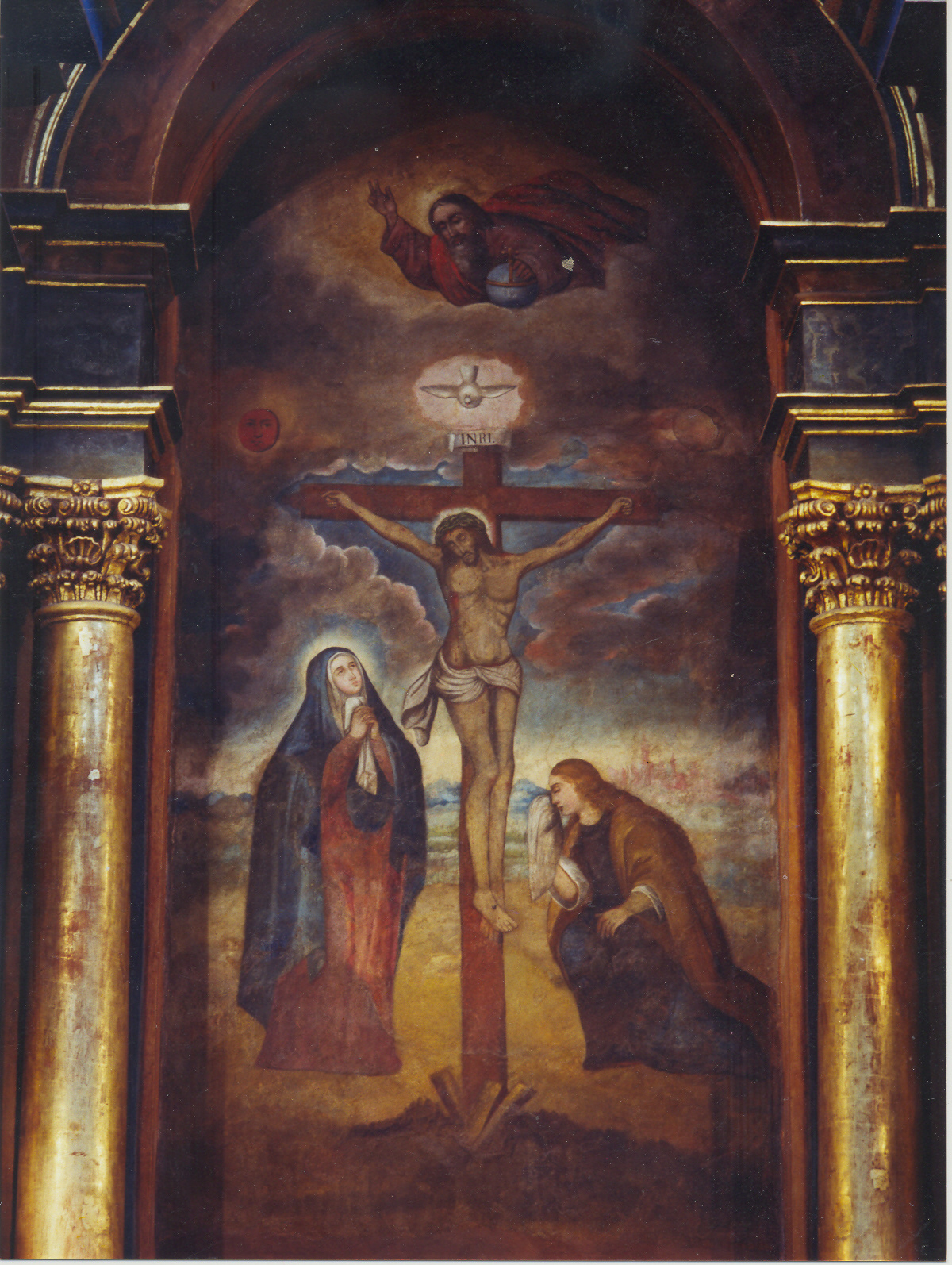
Seigneur des Miracles, sanctuaire des Nazaréennes, (Lima, Pérou).

Le Seigneur des Miracles, ou Christ de Pachacamilla (en espagnol : Señor de los Milagros) est une image du Christ crucifié au sanctuaire Seigneur-des-Miracles de Lima au Pérou. En octobre, l'image du Christ crucifié déplace chaque année des millions de fidèles lors d'une extraordinaire procession qui parcourt les rues de Lima depuis 1687, en entraînant des bénédictions d'union, d'espoir, de ferveur catholique et de tradition.

## Une institution vieille de plusieurs siècles
Cette histoire débuta vers le milieu du XVIIe siècle. Un humble mulato (métis) peignit le Christ crucifié sur un tronçon de paroi, dans la confrérie de Pachacamilla, zone où les Angolais avaient été regroupés et vivaient dans une pauvreté absolue. Le 13 novembre 1655, à 14 h 45 survint un terrible séisme à Lima et au Callao, en effondrant des églises, enterrant des demeures en laissant des milliers de morts et sinistrés. Toutes les parois de la confrérie se sont effondrées, sauf la faible paroi d'adobe sur laquelle se trouvait l'image de Jésus. L'image est restée intacte, sans aucune fissure.
L'image a attiré une grande quantité d'adorateurs, qui avec leurs cantiques et danses païennes scandalisaient les autorités politiques et religieuses, si bien que le vice-roi ordonna la destruction de l'image. En montant l'échelle pour l'effacer, un peintre a commencé à sentir des tremblements et frissons. Par la suite, il essaya à nouveau sans pouvoir réussir à gravir l'échelle : la peur était trop forte!

## Le mystère devint tradition
Un second homme, soldat de Balcázar, d'esprit plus tempéré, monta rapidement, mais redescendit tout aussi rapidement en expliquant ensuite que, quand il avait été face à l'image, il avait vu qu'elle devenait de plus en plus belle et que la couronne devenait verte. Devant l'insistance des autorités pour faire disparaître l'image, la population manifesta son refus et commença à protester fortement  et de façon menaçante, ce qui obligea le clergé à faire marche arrière. L'ordre fut révoqué et on décida que ce mur serait un endroit de vénération à la puissante image et au Christ.
Le 20 octobre 1687 un raz-de-marée dévasta el Callao ainsi qu'une partie de Lima et démolit la hotte qui fut levée en l'honneur de l'image du Christ. Seule la paroi d'adobe avec l'image du Christ crucifié resta debout. De ce fait, l'Église admit l'évidence et officialisa son culte.
Une copie de l'image fut confectionnée et portée en procession dans les rues de Lima en implorant le Christ pour qu'il calme la colère de la nature. Depuis, il est établi que les 18 et 19 octobre aurait lieu la procession du Señor de los Milagros.
Les processions qui partent du couvent des Nazaréennes se déplacent par divers lieux, jusqu'à retourner à leur point de départ. Elles n'ont d'égale nulle part ailleurs en Amérique.

## Fête
- 31 octobre